# Monte Losanna
Il Monte Losanna è una montagna dell'Appennino Tosco-Emiliano alta 1.856 metri sul livello del mare , situata al confine tra Emilia e Toscana, tra i comuni di Monchio delle Corti, in provincia di Parma, e di Bagnone, in provincia di Massa-Carrara, in Lunigiana, situata nell'ambito del territorio del Parco Nazionale dell'Appennino Tosco-Emiliano.

## La montagna e i percorsi
Il monte Losanna si trova in una posizione mediana tra il Monte Sillara (1.861 m) e il Monte Bragalata (1.835 m). Tutta la dorsale appenninica in questione offre uno scenario unico, sia dal lato sud dove lo sguardo può svariare nelle giornate terse dal golfo de La Spezia alle monumentali Alpi Apuane, sia dal lato nord dove numerosi sono i laghi naturali e artificiali.
I montanari che lassù vissero hanno ribattezzato con il nome di Losanna (detto nel dialetto della Lunigiana an Losana) tutto il lato della montagna che salendo dalla valle del Bagnone (torrente), provenienti da Jera attraverso località Tornini, permette di valicare il crinale al passo di Compione (1.794 m) dal quale si raggiunge agevolmente il monte Losanna, ammirando i laghi di Compione e i laghi di Sillara. Dallo stesso passo è possibile raggiungere le frazioni di Trefiumi e Valditacca in quel di Parma.
Dal monte Losanna si ha una visuale privilegiata di una montagna rocciosa dalla strana forma, situata sul versante della Lunigiana. Montagna chiamata Tecchio dei Merli (1.644 m).
Alla sua base, sul versante lunigianese, è stata scoperta negli anni novanta, su di un masso erratico, una incisione rupestre conosciuta con l'appellativo "l'omino del Sillara".